# Back in the U.S.
Albums de Paul McCartney
Driving Rain
(2001) Back in the World
(2003)
Albums live de Paul McCartney
Paul Is Live
(1993) Back in the World
(2003)
Back In The U.S. est un album live de Paul McCartney paru en 2002. Il présente les enregistrements des chansons interprétées sur scène durant le Driving USA Tour du printemps de cette année pour promouvoir aux États-Unis l'album Driving Rain.
La plupart des chansons sont cependant bien antérieures, avec une forte proportion de chansons des Beatles. Celles-ci posent d'ailleurs une polémique, McCartney inversant ici la classique signature Lennon/McCartney, ce qui lui vaut de s'attirer les foudres de Yoko Ono. Des hommages aux deux Beatles disparus sont également interprétés : Here Today pour John Lennon et Something.
Si les critiques restent mitigées, les ventes sont au rendez-vous. Publié aux États-Unis et au Japon, l'album atteint la huitième position des charts américaines avec plus de 1 700 000 copies vendues. Au Japon, il se classe 4e (77 000 copies vendues). L'année suivante, une version internationale est publiée : Back in the World.

## Liste des titres
Disque 1
1. Hello, Goodbye
2. Jet
3. All My Loving
4. Getting Better
5. Coming Up
6. Let Me Roll It
7. Lonely Road
8. Driving Rain
9. Your Loving Flame
10. Blackbird
11. Every Night
12. We Can Work It Out
13. Mother Nature's Son
14. Vanilla Sky
15. Carry That Weight
16. The Fool on the Hill
17. Here Today
18. Something

Disque 2
1. Eleanor Rigby
2. Here, There and Everywhere
3. Band on the Run
4. Back in the U.S.S.R.
5. Maybe I'm Amazed
6. C Moon
7. My Love
8. Can't Buy Me Love
9. Freedom
10. Live and Let Die
11. Let It Be
12. Hey Jude
13. The Long and Winding Road
14. Lady Madonna
15. I Saw Her Standing There
16. Yesterday
17. Sgt. Pepper's Lonely Hearts Club Band/The End

## Film
Un DVD du concert a aussi été mis en marché.